# Jessie Rogers
Jessie Rogers (Goiânia, 8 de agosto de 1993) é uma atriz pornográfica brasilo-estadunidense.

## Biografia
Nascida em Goiânia, Brasil, se mudou para os Estados Unidos ainda criança, e gradualmente o inglês se tornou sua língua materna. Fez trabalhos como modelo na adolescência e estreou na indústria pornográfica pouco depois de completar 18 anos no final de 2011, logo se tornando uma das atrizes mais requisitadas pelas produtoras, devido ao seu rosto adolescente que agradou muito o mercado americano e europeu. Ela estudou em El Camino High School  no sul de São Francisco, Califórnia em 2008. Ela já trabalhou como modelo anteriormente em Nova York. Em 24 de abril de 2013 ela testemunhou em apoio ao projeto de lei AB 332 Bill do estado da Califórnia, que irá garantir mais segurança aos profissionais da indústria adulta, também se tornou ativista antipornografia participando da ONG antipornography denunciando as condições degradantes a que são submetidas as atrizes desta indústria.
Em outubro de 2012 Jessie decidiu se aposentar da indústria adulta de filmes e se tornar ativista e vlogger. Em dezembro gravou sua última cena, e anunciou oficialmente em fevereiro de 2013 no fórum Reddit que havia se aposentado como atriz pornográfica. Em 2020, no entanto, anunciou o retorno ao entretenimento adulto, abrindo uma conta na plataforma OnlyFans e criando um canal do PornHub.

## Prêmios e indicações
| Ano  | Cerimônia        | Resultado | Prêmios                 |
| ---- | ---------------- | --------- | ----------------------- |
| 2012 | NightMoves Award | Indicado  | Best New Starlet        |
| 2013 | AVN Award        | Indicado  | Best New Starlet        |
| 2013 | XBIZ Award       | Indicado  | Best New Starlet        |
| 2013 | XRCO Award       | Indicado  | Cream Dream             |
| 2013 | NightMoves Award | Venceu    | Best Ass (Fan's Choice) |
| 2014 | XBIZ Award       | Indicado  | Mejor Escena Parodia    |